# Екатеринбург — Тюмень
Екатеринбург—Тюмень (М12 Восток) — автомобильная дорога федерального значения. Является частью европейского транспортного маршрута E 22 (Холихед, Великобритания — Ишим). До 31 декабря 2024 года управление планировалось передать государственной компании «Автобан» с исключением данной позиции из перечня. 1 ноября 2023 года постановлением 1830 правительства РФ позиция Р351 исключена, дорога является частью трассы М12 «Восток».

## Описание
Является продолжением федеральной автодороги Пермь — Екатеринбург. Продолжается федеральными автодорогами Р402 Тюмень — Ишим — Омск и Р404 Тюмень — Ханты-Мансийск с подъездом в Сургут. На подходе к Тюмени называется Московским трактом. От Екатеринбурга до поворота на Р354 (12-36 км) дорога расширена до четырёх полос, далее вся дорога следует по две полосы в каждом направлении, Идет реконструкция трассы с расширением до четырёх полос на всем протяжении. Длина трассы 329,357 км.

## История
Исторический Большой Сибирский тракт и Тюменский тракт как его часть был утверждены в 1763 году. Часть Тюменского тракта от Екатеринбурга до пересечения с железной дорогой на Тюмень (дублёр Сибирского тракта) сдана в 1976 году и начинается от Екатеринбургской окружной автодороги. Идут двумя параллельными трактами и соединяются на 21-м километре. Дорога с твёрдым покрытием по маршруту от Екатеринбурга до границы Свердловской и Тюменской областей (длина 260 км) была возведена управлением строительства и ремонта автомобильных дорог Свердловского облисполкома в 1966—1971 годах. Участок трассы от восточной границы Свердловской области до Тюмени (37 км) впервые был заасфальтирован тюменским ДСУ-1 в 1961—1962 годах.
В октябре 2011 года был открыт первый пусковой участок обхода трассы Екатеринбург — Тюмень возле города Заречный. Участок протяженностью 2,7 км с 42 по 46 км начали строить ещё в начале 1990-х.
В начале декабря 2011 года был открыт второй пусковой комплекс автомобильной дороги Екатеринбург — Тюмень на участке 46-52 км. В октябре 2014 года был открыт участок 250—260 км у Тугулыма
В сентябре 2022 года началось строительство путепровода через железнодорожные пути в Богдановиче, который был сдан в эксплуатацию в сентябре 2023 года.

### Реконструкция
Масштабная реконструкция трассы проводится в рамках строительства трассы М-12 и её дальнейшего продления до Тюмени с 2018 года. Участок 148—159 км был открыт в конце 2018 года. В конце октября 2019 года завершилась реконструкция участка в районе Камышлова, с 148 по 168 км. В декабре 2021 года завершилась реконструкция участка с 215 по 240 км. Завершено проектирование участка с 35 по 104 км, включающего в себя расширение обхода Белоярского с его достройкой, расширение участка до города Богдановича, строительство обхода Богдановича с юга. Работы начались в марте 2023 года. Завершено проектирование капитального ремонта последних двух участков: участка Богданович — Камышлов (104—123 км) и участка 168—180 км. На участке Богданович-Камышлов работы также стартовали весной 2023 года.  В октябре 2022 года завершилась реконструкция участка с 188 по 215 километр, на участках 180—188 км и 216—220 км реконструкция завершена в декабре 2022 года Также определён подрядчик на участок 261—289 км от Тугулыма до границы Тюменской и Свердловской областей. В конце 2022 года завершилась реконструкция участка 289—295 км в границах Тюменской области а та же участок 123 км — 148км.

## Схема маршрута
| Свердловская область |  |  |  | 0 км — Екатеринбург            |
|                      |  |  |  |                                |
| М5 Р242              |  |  |  | Р352 Р355                      |
|                      |  |  |  |                                |
| Р354 на Курган       |  |  |  | 24 км                          |
|                      |  |  |  | 26 км — Верхнее Дуброво        |
|                      |  |  |  | 30 км — Малобрусянское         |
|                      |  |  |  | 45 км — Мезенское, на Заречный |
|                      |  |  |  | 50 км — Белоярский             |
|                      |  |  |  | 52 км — на Асбест              |
|                      |  |  |  | 70 км — на Асбест              |
| на Каменск-Уральский |  |  |  | 73 км                          |
|                      |  |  |  | 90 км — на Сухой Лог           |
|                      |  |  |  | 95 км — Богданович             |
| 126 км               |  |  |  | р. Пышма                       |
| на Камышлов          |  |  |  | 130 км                         |
|                      |  |  |  | 177 км — Пышма                 |
|                      |  |  |  | 200 км — Байкалово, Ирбит      |
|                      |  |  |  | 210 км — Сугат                 |
|                      |  |  |  |                                |
| на Талицу            |  |  |  | 225 км                         |
|                      |  |  |  |                                |
|                      |  |  |  | 265 км — Тугулым               |
|                      |  |  |  | Мальцево                       |
| Тюменская область    |  |  |  | 292 км                         |
|                      |  |  |  | 300 км — Малиновка             |
|                      |  |  |  | 301 км — Успенка               |
|                      |  |  |  | 304 км — Елань                 |
|                      |  |  |  | 306 км — Ушакова               |
|                      |  |  |  | 311 км — Перевалово            |
|                      |  |  |  | 313 км — Зубарева              |
|                      |  |  |  | 315 км — Гусево                |
|                      |  |  |  | 319 км — Посохова              |
|                      |  |  |  | 319 км — Утешевский            |
|                      |  |  |  | 320 км — Московсий             |
|                      |  |  |  | 321 км — Дербыши               |
|                      |  |  |  | 323 км — Дударева              |
|                      |  |  |  | 328 км — Тюмень                |

### Съезды и пересечения
В границах Свердловской области от ЕКАД до границы с Тюменской областью
- Подъезд к с. Косулино от транспортной развязки на км 28 + 660 Р-351;
- Подъезд к пгт. Верхнее Дуброво от км 33+150 Р-351;
- Подъезд к с. Большебрусянское от км 45+575 Р-351;
- пгт. Белоярский (Милицейская ул.), подъезд к медицинским складам от км 56+375 Р-351;
- Подъезд к санаторию «Кристалл» от км 58+555 Р-351;
- Соединительная дорога от км 77+710 а/д Екатеринбург — Тюмень до км 5+095 Богданович — Покровское (через Барабу);
- Подъезд к д. Билейка от км 83+280 Р-351;
- Подъезд к д. Мелехина от км 84+700 а/д «г. Екатеринбург — г. Тюмень»
- Подъезд к с. Коменки от км 100+800 а/д «г. Екатеринбург — г. Тюмень»
- Подъезд к д. Паршина от км 107+882 а/д «г. Екатеринбург — г. Тюмень»
- Подъезд к с. Ильинское от км 113+051 а/д «г. Екатеринбург — г. Тюмень»
- Подъезд к с. Володинское от км 121+260 а/д «г. Екатеринбург — г. Тюмень»
- Подъезд к ст. Пышминская от км 122+095 а/д «г. Екатеринбург — г. Тюмень»
- г. Екатеринбург — г. Тюмень, новое направление, обход г. Камышлов, Связь разобщенных территорий от км 129+056
- Подъезд к нефтебазе от км 133+840 а/д "г. Екатеринбург — г. Тюмень
- Подъезд к АБЗ от км 136+000 а/д «г. Екатеринбург — г. Тюмень»
- Подъезд к с. Раздольное от км 147+145 а/д «г. Екатеринбург — г. Тюмень»
- Подъезд к с. Никольское от км 155+825 а/д «г. Екатеринбург — г. Тюмень»
- Подъезд к д. Аксариха от км 158+420 а/д «г. Екатеринбург — г. Тюмень»
- Подъезд к с. Тупицыно от км 161+630 а/д «г. Екатеринбург — г. Тюмень»
- Подъезд к с. Тимохинское от км 168+785 а/д «г. Екатеринбург — г. Тюмень»
- Подъезд к базе ДРСУ от км 177+085 а/д «г. Екатеринбург — г. Тюмень»
- Подъезд к с. Пульниково от км 188+945 а/д «г. Екатеринбург — г. Тюмень»
- Подъезд к д. Темная от км 193+975 а/д «г. Екатеринбург — г. Тюмень»
- Подъезд к с. Яр от км 197+410 а/д «г. Екатеринбург — г. Тюмень»
- Подъезд к с. Горбуновское от км 207+000 а/д «г. Екатеринбург — г. Тюмень»
- Подъезд к г. Талица — с. Бутка от км 209+315 а/д «г. Екатеринбург — г. Тюмень»
- Подъезд к р.п. Пионерский от км 214+225 а/д «г. Екатеринбург — г. Тюмень»
- Подъезд к п. Троицкий от км 214+890 а/д «г. Екатеринбург — г. Тюмень»
- Подъезд к с. Балаир — д. Борзикова от км 225+420 а/д «г. Екатеринбург — г. Тюмень»
- Подъезд к д. Первухина от км 233+000 а/д «г. Екатеринбург — г. Тюмень»
- Подъезд к п. Юшала — п. Ертарский от км 245+855 а/д «г. Екатеринбург — г. Тюмень»
- Подъезд к д. Галашова от км 262+545 а/д «г. Екатеринбург — г. Тюмень»
- Соединительная дорога от км 2+468 а/д «р.п. Тугулым — ст. Тугулым» до км 265+245 а/д «г. Екатеринбург — г. Тюмень»
- Подъезд к р.п. Тугулым — п. Луговской — п. Заводоуспенское от км 270+100 а/д «г. Екатеринбург — г. Тюмень»
- Подъезд к д. Ядрышникова от км 274+610 а/д «г. Екатеринбург — г. Тюмень»
- Подъезд к с. Верховино — д. Дубровина от км 281+570 а/д «г. Екатеринбург — г. Тюмень»[39]
- г. Екатеринбург — г. Тюмень (новое направление) (65 А — 0003010)
- г. Екатеринбург — г. Тюмень (новое направление, обход г. Камышлов)(65 А — 0003020)[40]

В границах Тюменской области от границы со Свердловской областью до обхода города Тюмени
- Подъезд к д. Малиновка (71 ОП МЗ 71Н-1747)
- Подъезд к д. Успенка (71 ОП МЗ 71Н-1703)
- Подъезд к д. Елань (71 ОП МЗ 71Н-1748)
- Подъезд к д. Ушакова (71 ОП МЗ 71Н-1749)
- Подъезд к с. Перевалово (71 ОП МЗ 71Н-1738)
- Подъезд к д. Зубарева (71 ОП МЗ 71Н-1750)
- Подъезд к с. Гусево (71 ОП МЗ 71Н-1719)
- Подъезд к д. Посохова (71 ОП МЗ 71Н-1724)
- Московский — Дербыши (71 ОП МЗ 71Н-1780)
- Подъезд к д. Дударева (71 ОП МЗ 71Н-1779)[41]

В Свердловской области трасса проходит по территории шести районов: Белоярского, Богдановичского, Камышловского, Пышминского, Талицкого и Тугулымского через такие крупные населённые пункты как Белоярский, Богданович, Камышлов, Пышма, Тугулым. Следует недалеко от городов и поселков Асбест, Сухой Лог, Талица, Юшала. В Тюменской области через Тюменский район следует в Тюмень.

## Фотогалерея

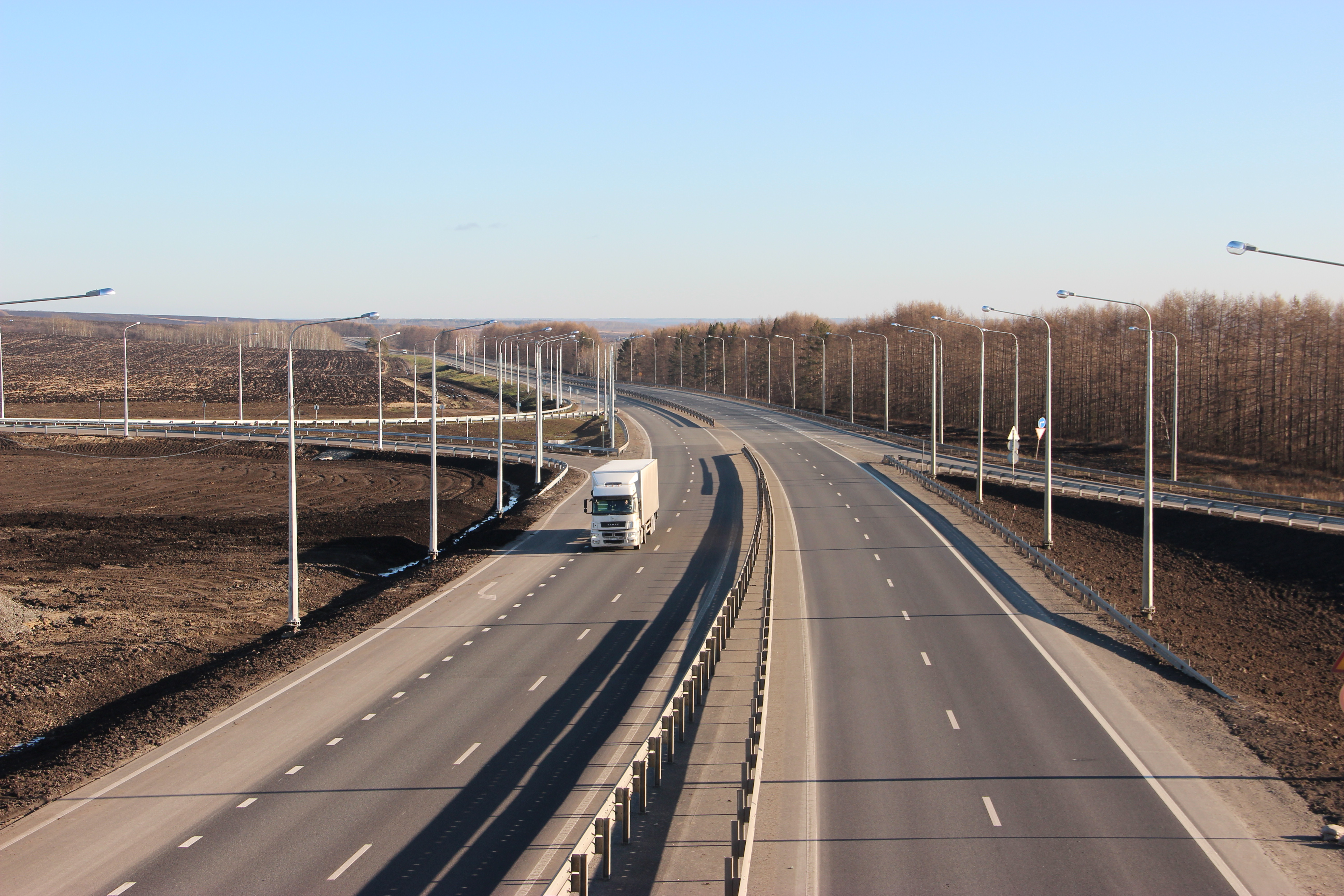
Участок автодороги Р-351 возле города Камышлова
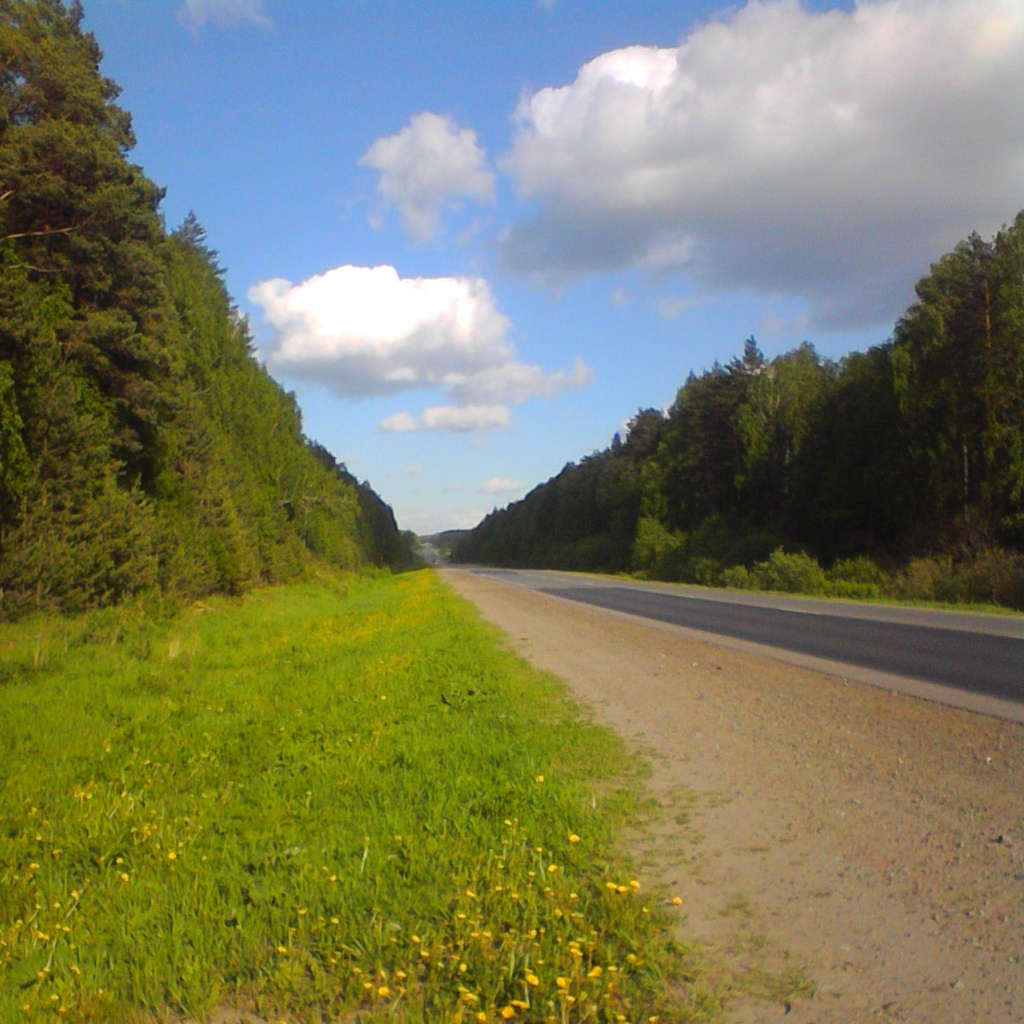
Участок между Грязновским и Билейкой
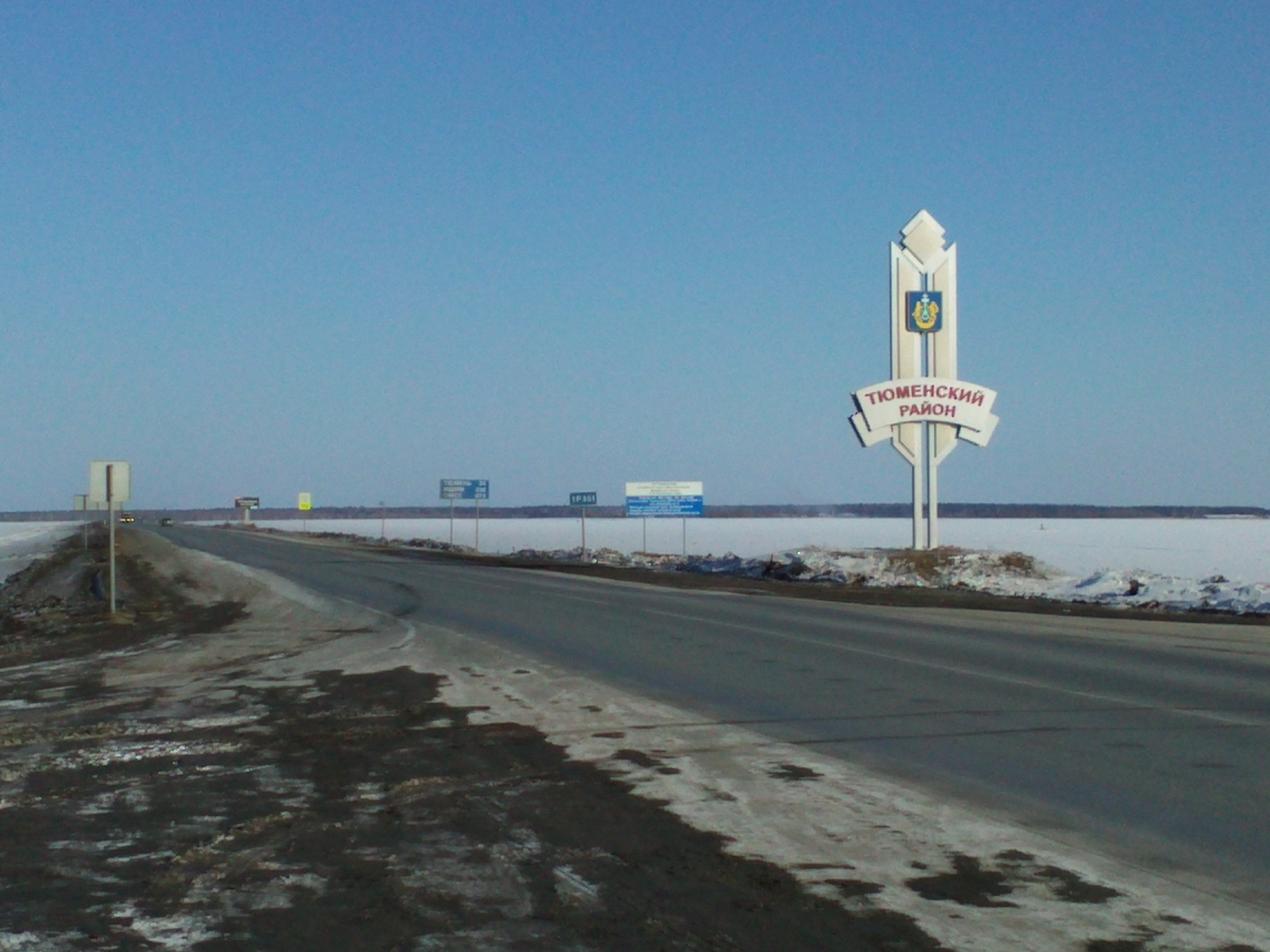
Граница Свердловской и Тюменской областей